# Othello (1951)
Othello (bra: Otelo) é um filme de tragédia de 1951 dirigido e produzido por Orson Welles, que também adaptou a peça de Shakespeare e desempenhou o papel-título. Além de Orson Welles, o elenco consistia em Micheál Mac Liammóir como Iago (um dos seus únicos papéis principais no cinema), Robert Coote como Roderigo, Suzanne Cloutier como Desdemona, Michael Laurence como Cassio, Fay Compton como Emilia e Doris Dowling como Bianca. O filme recebeu o Grand Prix du Festival International du Film (nome precursor da Palme d'Or)) no Festival de Cinema de Cannes de 1952 e foi distribuído pela United Artists quando foi lançado nos Estados Unidos em 1955.
O filme é baseado na peça Otelo, o Mouro de Veneza, escrita por William Shakespeare, provavelmente em 1603.
Três versões diferentes do filme foram lançadas nos cinemas - duas supervisionadas por Welles e uma restauração de 1992 supervisionada por sua filha Beatrice Welles.